# Saint-Christ-Briost

Saint-Christ-Briost este o comună în departamentul Somme, Franța. În 1 ianuarie 2022 avea o populație de 429 de locuitori.